# Nate Smith (vattenskidåkare)
Nate Smith, född 29 november 1990 i Indianapolis, är en amerikansk professionell vattenskidåkare. Smith är nuvarande världsrekordinnehavare i slalomdisciplinen sedan 2013. Därutöver har han vunnit tretton stora mästerskap, varav två VM-guld .

## Biografi
Smith tävlar professionellt sedan säsongen 2010. Den 2 juni 2013 tangerade han Chris Parrishs världsrekord på 2,00 @ 9,75 m och den 7 september samma år slog han rekordet med 2,50 @ 9,75 m. Han slog sitt eget världsrekord den 14 maj 2017 på tävlingen Swiss Pro Slalom med 3,00 @ 9,75 m. Rekordet avvisades dock på grund av att dragbåten inte hållit tillräckligt rak kurs.

## Prestationer
| Mästerskapstecken           | Mästerskapstecken                  |
| --------------------------- | ---------------------------------- |
| Masters                     | 2012, 2015, 2016, 2017, 2018       |
| USA:s nationella mästerskap | 2013, 2014, 2015, 2017, 2018, 2019 |
| Världsmästerskapen          | 2013, 2015, 2021                   |

| Världsrekord     | Världsrekord  | Världsrekord                                      |
| ---------------- | ------------- | ------------------------------------------------- |
| 2 juni 2013      | 2,00 @ 9,75 m | tangerade Chris Parrishs rekord från 13 juni 2010 |
| 7 september 2013 | 2,50 @ 9,75 m |                                                   |